# Guanshui (köpinghuvudort i Kina, Shandong Sheng, lat 37,22, long 121,26)
Guanshui (kinesiska: 观水, 观水镇) är en köpinghuvudort i Kina. Den ligger i provinsen Shandong, i den östra delen av landet, omkring 380 kilometer öster om provinshuvudstaden Jinan. Antalet invånare är 50 377. Befolkningen består av 24 732 kvinnor och 25 645 män. Barn under 15 år utgör 7,0 %, vuxna 15-64 år 77 %, och äldre över 65 år 15,0 %.
Runt Guanshui är det tätbefolkat, med 276 invånare per kvadratkilometer. Guanshui är det största samhället i trakten. Omgivningarna runt Guanshui är en mosaik av jordbruksmark och naturlig växtlighet.
Genomsnittlig årsnederbörd är 748 millimeter. Den regnigaste månaden är juli, med i genomsnitt 264 mm nederbörd, och den torraste är februari, med 12 mm nederbörd.